# Dristor
Dristor est un quartier situé dans le secteur 3 de Bucarest.
Les quartiers voisins sont Dudești, Vitan, Văcărești et Titan.
Il est desservi par la station de métro portant son nom, une des stations les plus importantes du métro de Bucarest.
Le nom du quartier provient de la ville Silistra en Bulgarie, dont le nom en roumain est Durostor.
La rue principale était connue au XIXe siècle sous le nom de "Gura Lupului" (la bouche du loup).
Dans les années 1960 et 1970, le quartier a profondément été transformé et il est maintenant constitué en majorité de tours de logements de 4 à 10 étages.